# Epistasie
Epistasie is de niet-allele interactie en is dus de interactie tussen genen op verschillende loci. Epistasie betekent overschaduwing en komt tot uiting in het fenotype. De naam epistasie werd in 1909 door William Bateson gegeven. In het algemeen kan epistasie optreden als het ene gen een stof aanmaakt die gebruikt wordt door het andere gen. Wordt de stof door het ene gen niet aangemaakt dan kan het andere gen niet tot uiting komen.
Er worden de volgende typen epistasie onderscheiden:
- Dominante epistasie
- Recessieve epistasie
- Wederkerige dominante epistasie
- Wederkerige recessieve epistasie
- Gemengde epistasie

## Dominante epistasie

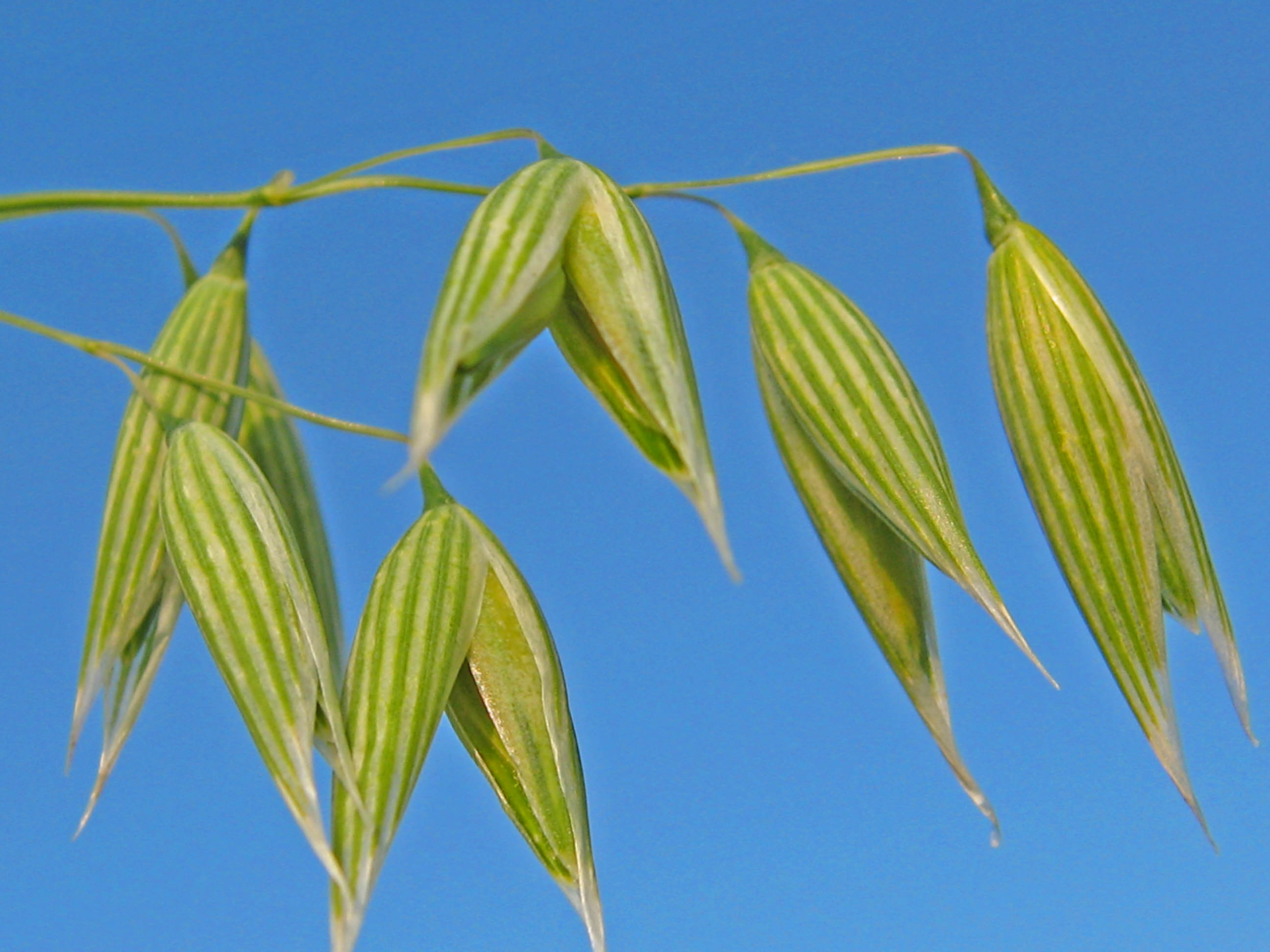
Haverkafjes

Bij dominante epistasie moet van het epistatische gen ten minste één dominant allel aanwezig zijn. Een voorbeeld van dominante epistasie is de kafjeskleur bij haver die berust op twee genen, het zwarte (Z) en het gele (G) gen. Er zijn haverrassen met zwarte, gele en witachtige kafjes. De kafjes zijn zwart als het dominante zwarte allel aanwezig is. Als het zwarte allel recessief aanwezig is en het gele allel dominant dan zijn de kafjes geel en als beide allelen recessief aanwezig zijn dan zijn de kafjes witachtig.
| Genotype                           | Fenotype  |
| ---------------------------------- | --------- |
| ZZGG, ZZGg, ZZgg, ZzGG, ZzGg, Zzgg | zwart     |
| zzGG, zzGg                         | geel      |
| zzgg                               | witachtig |

## Recessieve epistasie
Bij recessieve epistasie moet van het epistatische gen beide recessieve allelen aanwezig zijn. Een voorbeeld van recessieve epistasie is de vachtkleur bij muizen, die op twee genen berust. Er zijn muizen met een grijskleurige, zwarte en albino vacht. De vacht is albino als van het kleurgen (K) beide allelen recessief aanwezig zijn. Er wordt dan namelijk geen pigment aangemaakt. Bij muizen komt de vachtkleur in de volgende verhouding voor: 9/16 grijskleurig, 3/16 zwart en 4/16 albino.
| Genotype               | Fenotype     |
| ---------------------- | ------------ |
| GGKK, GGKk, GgKK, GgKk | grijskleurig |
| ggKK, ggKk             | zwart        |
| ggkk, GGkk, Ggkk       | albino       |

## Wederkerige dominante epistasie
Bij wederkerige dominante epistasie moeten van beide genen ten minste een dominant allel aanwezig zijn. Een voorbeeld is de bladkleur van tabak, waarbij twee gedupliceerde genen betrokken zijn.
| Genotype                                                                       | Fenotype |
| ------------------------------------------------------------------------------ | -------- |
| G1G1G2G2, G1G1G2g2, G1G1g2g2, G1g1G2G2, G1g1G2g2, G1g1g2g2, g1g1G2G2, g1g1G2g2 | groen    |
| g1g1g2g2                                                                       | geel     |

## Wederkerige recessieve epistasie
Bij wederkerige recessieve epistasie moet van ten minste één gen beide recessieve allelen aanwezig zijn. Een voorbeeld is de bloemkleur bij twee cultivars van lathyrus.
| Genotype                     | Fenotype |
| ---------------------------- | -------- |
| AABB, AABb, AaBB, AaBb       | violet   |
| AAbb, Aabb, aaBb, aaBB, aabb | wit      |

## Gemengde epistasie
Gemengde epistasie is een mengsel van dominante en recessieve epistasie en werd vroeger wel aangeduid met pseudoisotypie. Een voorbeeld van gemengde epistasie komt bij de veerkleur van kippen voor.
| Genotype                                 | Fenotype |
| ---------------------------------------- | -------- |
| AABB, AABb, AAbb, AaBB, AaBb, Aabb, aabb | wit      |
| aaBB, aaBb                               | bruin    |